# Археологические памятники Крыма (серия книг)
Список книг научно-популярной серии «Археологические памятники Крыма», посвящённых уникальным археологическим памятникам, расположенным на территории Крымского полуострова. Серия выходила с 1971 по 1993 год в Симферополе в издательстве «Таврия».

## История издания и характеристика
В 1971 году в Симферопольском книжном издательстве «Крым» (впоследствии — «Таврия») вышла в свет небольшая книга «Шаг в неведомое», с которой и начался выпуск научно-популярной серии об археологических памятниках Крымского полуострова. Основная часть серии, которая включает 15 книг, была издана в период с 1971 по 1978 год включительно. 
Через 11 лет, в 1989 году издательство возобновило выпуск научно-популярных книг серии, вторая часть серии имела обновлённый дизайн. Последней книгой вышедшей в серии стала «Крепость драгоценностей Кырк-Ор», завершившая издательский цикл в 1993 году.  Она имеет чуть больший формат, в отличие от всех предшествующих её книг серии. 
Авторский коллектив серии составили как местные краеведы-энтузиасты, так и профессиональные историки и археологи, ведущие специалисты СССР в своих направлениях, такие как Аскольд Щепинский, Элла Соломоник. За исключением нескольких последних книг, серия была издана под общей редакцией редакцией члена-корреспондента Академии наук УССР Сергея Николаевича Бибикова.
Редактором от издательства «Таврия» выступил старший редактор краеведческой литературы издательства, историк и филолог Сосновский Святослав Казимирович.
Несмотря на свой небольшой объем на страницах книг серии изложен значительный фактический материал. Он дан простым и понятным языком, без излишнего привлечения специальной научной терминологии.

## Признание
Первая часть серии «Археологические памятники Крыма» (15 книг, 1971—1978 годы) получила диплом II степени Всесоюзного конкурса общества «Знание» на лучшую научно-популярную книгу.
Отдельные авторы серии, например О. И. Домбровский, также становились становились лауреатами Всесоюзных конкурсов на лучшие произведения научно-популярной литературы Всесоюзного общества "Знание".

## Книги серии
1971
- Драчук В. С. Шаг в неведомое. — Симферополь: Крым, 1971. — 100 с. — (Археологические памятники Крыма). — 10 000 экз. (о росписях Таш-Аира близ Бахчисарая)
- Когонашвили К. К., Махнева О. А. Алустон и Фуна. — Симферополь: Крым, 1971. — 96 с. — (Археологические памятники Крыма). (обл.)

1972
- Домбровский О. И. Крепость в Горзувитах. — Симферополь: Таврия, 1972. — 112 с. — (Археологические памятники Крыма). (обл.)
- Щепинский А. А., Черепанова Е. Н. Степные курганы. — Симферополь: Таврия, 1972. — 128 с. — (Археологические памятники Крыма). (обл.)

1973
- Домбровский О., Махнева О. Столица феодоритов / Под общ. ред. С. Н. Бибикова. — Симферополь: Таврия, 1973. — 104 с. — (Археологические памятники Крыма). — 30 000 экз. (обл.)
- Фирсов Л. В. Чёртова лестница. — Симферополь: Таврия, 1973. — 88 с. — (Археологические памятники Крыма). — 30 000 экз. (обл.)

1974
- Марченко И. Д. Город Пантикапей. — Симферополь: Таврия, 1974. — 88 с. — (Археологические памятники Крыма). (обл.)
- Даниленко В. Н., Токарева Р. Н. Башня Зенона. — Симферополь: Таврия, 1974. — 80 с. — (Археологические памятники Крыма). — 50 000 экз. (обл.)

1975
- Высотская Т. Н. Скифские городища. — Симферополь: Таврия, 1975. — 96 с. — (Археологические памятники Крыма). (обл.)
- Домбровский О. И., Столбунов А. А., Баранов И. А. Аю-Даг — «Святая» гора. — Симферополь: Таврия, 1975. — 136 с. — (Археологические памятники Крыма). (обл.)

1976
- Веймарн Е. В., Чореф М. Я. «Корабль» на Каче. — Симферополь: Таврия, 1976. — 88 с. — (Археологические памятники Крыма). (обл.)
- Щеглов А. Н. Полис и хора. — Симферополь: Таврия, 1976. — 176 с. — (Археологические памятники Крыма). — 50 000 экз. (обл.)

1977
- Драчук В. С., Кара Я. Б., Челышев Ю. В. Керкинитида—Гёзлёв—Евпатория. — Симферополь: Таврия, 1977. — 128 с. — (Археологические памятники Крыма). — 50 000 экз. (обл.)
- Колосов Ю. Г. Белая скала. — Симферополь: Таврия, 1977. — 96 с. — (Археологические памятники Крыма). — 50 000 экз. (обл.) (книга посвящена древнейшим памятникам Крыма, прежде всего археологическому комплексу Белой скалы (Ак-Кая) неподалеку от Белогорска)

1978
- Домбровский О. И., Сидоренко В. А. Солхат и Сурб-Хач. — Симферополь: Таврия, 1978. — 128 с. — (Археологические памятники Крыма). (обл.)

1989
- Высотская Т. Н. Скифские городища. — Изд. 2-е. — Симферополь: Таврия, 1989. — 96 с. — (серия не указана). — ISBN 5-7780-0125-8. (обл.)

1990
- Ольховский В. С., Храпунов И. Н. Крымская Скифия. — Симферополь: Таврия, 1990. — 128 с. — (Археологические памятники Крыма).
- Соломоник Э. И. Каменная летопись Херсонеса: Греческие лапидарные надписи античного времени. — Симферополь: Таврия, 1990. — 112 с. — (Археологические памятники Крыма). — 20 000 экз. — ISBN 5-7780-0174-6. (обл.)

1992
- Кутайсов В. А. Керкинитида. — Симферополь: Таврия, 1992. — (Археологические памятники Крыма). (обл.)

1993
- Герцен А. Г., Могаричёв Ю. М. Крепость драгоценностей Кырк-ор. Чуфут-кале. — Симферополь: Таврия, 1993. — 128 с. — (Археологические памятники Крыма). (обл.)